# 加速劣化試験
加速劣化試験（かそくれっかしけん、"Accelerated Aging Test"）とは、製品を過酷な条件下に置き、意図的に劣化を進めて製品寿命を検証する試験である。

## 概要
製品の構造は時と共に歪み、また、製品を構成する物質は時と共に変化・劣化する。このため、製品の機能は永遠に保たれず、所定の期間についてのみ保証を与える事が検討される。劣化を評価するには、所定の年限の間材料や製品を放置、或いは実際の使用に供して評価するのが最も確実だが、例えば10年の保証を確認するために10年間を費やすのは現実的ではない。そこで、製品を過酷な条件の下において劣化を促進し、長期間に起こる劣化が短期間に進むとみなして、現実的な時間の試験で長期の劣化に代える。
ただし加速試験において現実に起こり得るすべての劣化要因を予測・再現する事は不可能である。下記に挙げる試験のうち、製品に最も影響を与える要因以外は試験を行っていないメーカーも多い。無視された劣化要因は、長期の使用により顕在化する。基本的に製品単体での試験であるため、外部製品から受ける影響を再現できない。例えばモーターの試験であれば電源の品質は無視されるだろうし、モーターと電源を繋ぐリード線も無視されるかもしれない。さらに、試験は劣化要因ごとに個別に行われる事が多く、全体的な劣化が再現できない。
分かり易い例では「ホコリの堆積による影響」がある。ホコリは機械動作を阻害するだけでなく、高湿度下で吸湿して錆の原因となったり絶縁性能を下げる。これに対応する試験は「砂じん試験」と「腐食試験」が存在するが、家庭用品では両方を組み合わせて試験する事は少ない(JIS C0098：2002環境試験方法―電気・電子―砂じん(塵)試験4.3.2.3.2 及び 4.3.2.3.3より）。

## 原理
過酷な条件として下記の要素を用いる。大別して、材料・材質の変化、電気回路の変化、構造の変化に分けられる。単独で用いたり複数の要素を組み合わせる。

### 材料・材質の変化
製品を構成する材料は経時と共に変化する。その要因として、化学反応の促進、炭化、加水分解等があげられる。また、紫外線・放射線の照射による材料の劣化もある。

#### 高温
化学反応は高温で活発になることを利用し、製品を高温の環境下に置いて材料の変質・劣化を促進する。紙であれば、炭化の度合いを測定する。幅広い分野で用いられる代表的な加速試験である。

#### 高湿度
紙や高分子では、加水分解による分子の劣化が問題となる。高湿度の環境下に晒して加水分解を促進し、劣化の度合いを評価する。
電気製品では、回路に付着した不純物に湿度が与えられて絶縁を破壊したり、錆の原因となる。

#### 紫外線
高分子材料の架橋は、紫外線を受けて破壊され、それにより強度を喪う。所定の期間に照射される紫外線の総量を推計し、それに応じた量の紫外線を短時間に当てて長期間の評価に代える。

#### 放射線
原子炉の材料や、宇宙機の材料では、放射線を受ける事による劣化が問題となる。
実験衛星の中には、意図的にバンアレン帯を通過する軌道に投入され、強度の宇宙線を浴びつづけて内蔵する電子部品の耐久性を短時間で行うものがある。

### 電気回路の変化
電気回路は経時と共に回路を構成する要素の変化や、外部からの影響を受けて回路が変化する。絶縁の破壊が問題になるほか、半導体集積回路の微小な電子回路ではマイグレーションによる回路の短絡や破断が問題になる。

#### 高電圧
主に電子部品・碍子に対して行われる。
電子部品に定格一杯、あるいは定格以上の電圧を印加し、電子部品の絶縁体の劣化を促し、製品寿命を測る。
特に半導体集積回路では、基板上の微細な導体（銅、あるいはアルミニウム）に高電圧を印加し、原子のマイグレーションを起こして、配線の短絡や配線の切断が起きるまでの期間を評価する。

#### 塩霧
塩水自体が導電性であり、電気回路の絶縁を低下させる。また、塩分が基板のはんだを蝕み、回路の接続不良や部品の脱落を起こす。
碍子に塩水を噴霧して絶縁を測る。

#### 汚損
製品に塵やホコリを吹き付けたり、汚れを塗布して、絶縁の低下・破壊を測定する。

### 構造
構造は応力を受けて徐々に変化する。また、応力が反復して加えられる場合には金属疲労に見られる様に目に見えない微細な破壊が進んでいることもある。

#### 振動
振動を与えて反復して力が加えられる場合の破壊に留意が必要である。振動で力が加わる都度、目に見えない微細な破壊が発生し、また、その破壊が徐々に拡がり、最終的に破断に至る。金属材料ではいわゆる金属疲労といわれる。
破壊が起こるまでの振動回数を測定し、それを実際の製品が受ける振動の頻度に当てはめて、全体としての寿命を予測する。

## 製品
寿命が問題になる製品として、下記のものがある。

### 紙
1850年代にヨーロッパで開発され世界に普及している現代の製紙法では、インクの滲み止め（サイズ剤）を定着させる為に硫酸アルミニウムを用いていた。これは紙を構成するセルロースを加水分解して劣化させるため、いわゆる酸性紙問題として対策が求められた。1970年代より、中性あるいは弱塩基性の定着材を使用する様になり、劣化が抑えられる。

### ディスク
CDやDVDでは反射膜の劣化、ならびに基板ポリカーボネートの劣化が問題になる。反射膜は一般にアルミニウム薄膜からなるが、湿度を与えるとアルミニウムが酸化アルミニウムになって透明になり、反射の機能を喪う。これを防ぐために反射幕の上にカバーをかける。そのカバーの評価にも加速劣化試験が用いられる。また、ポリカーボネートについては評価の結果が無い。尚、基板の品質や保存方法によってはポリカーボネートが加水分解・劣化して濁りを生じ、読めなくなる可能性が指摘されている。

### 記録型ディスク
CD-RやDVD-Rでは反射膜・記録色素の劣化、ならびに基板ポリカーボネートの劣化が問題になる。反射膜については前述のとおり。メーカーの発表では、加速劣化試験の結果より記録色素は50年以上の保持期間を持つと言われる。ポリカーボネートについても前述のとおり。

### 碍子
野外に設置された状態を想定して加速劣化試験を行う。所定期間の間に溜まる汚れや、それに塩分が含まれた状態を想定し、絶縁の低下が許容範囲内に収まることを確認する。

### 半導体集積回路
高温に晒して回路・パッケージの劣化を促す。また、高電圧を印加して、内部の電子回路の劣化を促す。

### 印画紙・フィルム
フィルムや写真を焼き付ける印画紙の像を作る銀化合物は経時と共に変化し、画像が劣化する。旧い白黒写真では銀化合物の化学変化に伴い像が薄くなったり消えているものがある。また、カラー写真でも褪色しているものがある。これに対して、材料等を工夫し像の劣化を抑える製品が開発されている。メーカーは加速劣化試験で相当年数を経過したのと同様な状態をつくり、新旧製品の画像の違いを示している。

### インク
殊にカラープリンタでは、インクの褪色が問題になる。これも、材料等を工夫し色素の分解を抑える製品が開発されている。メーカーは加速劣化試験で相当年数を経過したのと同様な状態をつくり、新旧製品の画像の違いを示している。

### 航空機
高空を翔ぶ航空機では、室内与圧と機外の気圧差で生じる応力が反復して機体材料に加えられる事から金属疲労が問題となる。1950年代に起きたコメット連続墜落事故の原因の調査より明らかになり、1985年の日航ジャンボ機墜落事故の原因として改めて注目を浴びた。金属材料に反復して応力を加えて破壊する実験で、金属疲労に関する研究が進んでいる。

## 課題
酸性紙の劣化については実例を元に評価が行える。また、金属疲労については事故原因の追求の動機から研究が進んだ。
その他の加速劣化試験の妥当性の判断に際しては、必ずしも実例を元にした充分なデータが蓄積されていない事に注意が必要である。俗に「100年に相当する加速劣化試験」などの表記が為されることもあるが、実験で与えられた条件が日常生活の100年に相当するかは厳密に確かめられておらず、凡その推定・推測に基づくものである数値であることに注意する必要がある。
また、加速劣化試験では限られた要素や要素の組み合わせでの実験が行われるが、実用に際してはより多くの要素が複雑に絡み合っており、今後も予想外の現象が発生する可能性が否定できない。